# David Geffen
David Geffen, född 21 februari 1943 i Brooklyn i New York, är en amerikansk skivbolagschef,  film- och teaterproducent och filantrop.
Han grundade 1975 skivbolaget Geffen. 1994 startade han filmbolaget Dreamworks tillsammans med Steven Spielberg och Jeffrey Katzenberg.
Under en tid på 1970-talet hade han en relation med Cher, men numera lever han ett öppet homosexuellt liv sedan många år tillbaka. Under tidigt 1970-tal satt han barnvakt till Slash.[källa behövs]
Geffen är en av de absolut rikaste inom Hollywoods underhållningsbransch. Han skänker stora summor till exempelvis AIDS-forskning, teaterliv samt olika humanitära projekt. 2010 invaldes Geffen i Rock and Roll Hall of Fame.